# 国民改革運動 (ガボン)
国民改革運動（こくみんかいかくうんどう、フランス語: Mouvement de Redressement National、略称:MORENA、英語: Movement for National Renewal）または国家改革運動（こっかかいかくうんどう）は、ガボンの政党。オマール・ボンゴ・オンディンバ大統領とその政権に対し野党の立場にあった。
国民改革運動は、1970年代にパリ在住のガボン人亡命者によって始め結成された。ガボン民主党の一党制であったガボンでは非合法な組織であった。また、フランス政府内のボンゴ政権支持派からも危険視されたため、フランス国内でも公然と活動することは難しかった。転機が訪れたのは1981年フランス大統領選挙である。フランス社会党のフランソワ・ミッテランが大統領に当選したことを契機に、国民改革運動は、民主化と複数政党制の導入を軸とする政治改革プログラムを提唱し、ボンゴ政権の腐敗や犯罪行為を糾弾した。1981年秋に野党勢力の指導者となっていたジャン＝イレール・オーバメ元外相の訪仏に合わせてプログラムは流布されたが、ジャン＝イレール・オーバメ自身はこれを支持しなかった。
1981年の11月から12月にかけて、ジェローム・ングインビ・ムビナ（Jérôme Nguimbi Mbina、ニャンガ州選出議員）など7人が逮捕された。彼等の釈放を求めデモが起こるとさらに逮捕者が増えた。結局260名が逮捕され、内37名が起訴、29名が最高で懲役20年をはじめ有罪判決を受けた。アムネスティ・インターナショナルは収監された国民改革運動のメンバーが拷問を受けたことを報告した。裁判と判決は国際的な反響を呼び、1983年ミッテランをはじめ各国の抗議を受け、ガボン当局は減刑を発表した。
パリに亡命中の国民改革運動は、ポール・ムバ・アブソール神父によって指導された。ポール・ムバ・アブソール神父は非暴力とボンゴ体制との対話を強調した。ボンゴ大統領もこれに対し、与党ガボン民主党への参加を公式に表明した。国民改革運動のメンバー中何人かは、政権側の呼びかけに応じ投降していった。これに対して反ボンゴ派は、マックス・アニセー・クンバ＝ムバディンガ（Max Anicet Koumba-Mbadinga）を中心にパリ亡命政権を樹立。しばしば爆弾テロを実行した。
1991年に憲法改正により複数政党制が導入されたことを契機に、国民改革運動は複数の派閥に分裂した。ポール・ムバ・アブソールは林業労働者国民連合を結成し、与党連合を形成することになる。